# Войни на Папската държава с Кастро
Войни на Папската държава с Кастро са военни сблъсъци между Папската държава и Херцогство Кастро в периода 1641-1644 и 1648-1649 г.

## Първа война с Кастро (1641-1644)
През 17 век родът Фарнезе е на границата на разорението и е затънал в неплатени дългове към ватиканските банкери. Папа Урбан VIII от рода Барберини, в желанието си да обезпечи бъдещето на своя род, предлага на Одорадо I Фарнезе (херцог на Парма и Пиаченца и херцог на Кастро) да продаде на Барберини наследствените права над Кастро. Когато херцогът им отказва, папската армия влиза в пределите на херцогството (1641) и го окупира.
След няколко неуспешни опита да завоюва земи в Тоскана херцог Одорадо I се обръща за помощ към венецианците, флорентинските Медичи и моденските Есте, обезпокоени от завоевателните стремежи на Барберини в Италия. Те оформят коалиция, която нанася на Барберините поражение. Папа Урбан VIII първоначално заплашва с отлъчване от Църквата всички участници в лигата. Папата се опитва да вземе помощ от Испания, но тя е заета в Тридесетгодишната война и му праща само малки подкрепления. Понтифексът увеличава данъците и мобилизира нови сили срещу лигата. Поставя ги под командването на Антонио Барберини и Тадео Барберини, но папските войски претърпяват поражения при Транзименското езеро (1643) и фаталното при Лагоскуро (1644). Впоследствие папата се принуждава да сключи Ферарския мир с лигата, който възстановява довоенното статукво.

## Втора война с Кастро (1648-1649)
Втората война с Кастро започва през 1648 г., когато новият папа Инокентий X без предупреждение издига в Кастро епископ, а по-късно забранява на членове на Фарнезе да влизат в границите на херцогството си без разрешение от Ватикана. Епископът се опитва да вземе управлението на херцогството в свои ръце, но по-късно попада в засада и е убит. Папата обвинява за убийството Ранучо II Фарнезе и събира войски с цел да нападне Кастро. Ранучо II (новият херцог на Кастро) се опитва да спре папското настъпление, но опитът му да се противопостави е провален. Към града се насочва Луиджи Матеи. На 2 септември 1649 г. по заповед на папа Инокентий X той превзема крепостта, опожарява и разрушава целия град (не е пощадена и католическата катедрала). Накрая, за да се подиграят, войниците поставят колона с надпис "Quì fu Castro" (Тук се издигаше Кастро). Художествените ценности са откарани във Ватикана. Столицата е пренесена в Акуапенденте. Под натиска на френската корона Ватиканът дава на Ранучо II отсрочка да изплати дълговете си и да си върне Кастро отначало до 1660, а по-късно и до 1664 г. Невъзможността на херцога да погаси задълженията си позволява на папата да заграби Кастро и официално да го направи част от Папската държава.